# دان مافريديس
دان مافريديس (بالإنجليزية: Dan Mavraides)‏ مواليد 1 ديسمبر 1988 في بوسطن، هو لاعب كرة سلة أمريكي معتزل. بدأ مسيرته الاحترافية في سنة 2011. يبلغ طوله 6 قدم 4 بوصة (1.9 م). اعتزل اللعب في 2013.

## المسيرة الاحترافية
لعب مع نادي أريس لكرة السلة في موسم 2011–2012، ثم لعب مع إس إس فليتشي سكاندون في الدوري الإيطالي في سنة 2012، ثم لعب مع يوفي كازيرتا باسكت في موسم 2012–2013.

## روابط خارجية
- دان مافريديس على موقع كرة السلة الأوروبية.كوم (الإنجليزية)
- دان مافريديس على موقع DraftExpress.com (الإنجليزية)
- دان مافريديس على موقع كلية كرة السلة في سبورتس رفرنس.كوم (الإنجليزية)
- دان مافريديس على موقع ريلجم (الإنجليزية)
- دان مافريديس على موقع بروبوليرز (الإنجليزية)
- دان مافريديس على موقع سبورتس رفرنس (الإنجليزية)